# Історія оптики
Оптика почалася з виготовлення лінз стародавніми єгиптянами та месопотамцями, потім з'явились теорії світла та зору, розроблені давньогрецькими філософами, та продовжився розвиток геометричної оптики у греко-римському світі. Слово оптика походить від грецького τα ὀπτικά що означає «вигляд, погляд». Оптика була значно розширена завдяки розвитку в середньовічному ісламському світі, таких напрямків як початок фізичної та фізіологічної оптики, а потім значно просунулася в ранньомодерній Європі, де було започатковано дифракційну оптику. Ці ранні дослідження з оптики зараз відомі як «класична оптика». Термін «сучасна оптика» стосується галузей оптичних досліджень, які значною мірою розвинулися в XX столітті, таких як хвильова оптика та квантова оптика.

## Рання історія
У стародавній Індії філософські школи Самкх'я та Вайшешика, приблизно з VI—V століття до н. е., розробляли теорії світла. Згідно з теорією школи Самкх'я, світло є одним із п'яти основних «найтонших» елементів (танматра), з яких виходять грубі елементи.
Навпаки, школа Вайшешика пропонує атомну теорію фізичного світу на неатомному ґрунті ефіру, простору та часу. (Див. Індійський атомізм) Основними атомами є земля (пртіві), вода (апас), вогонь (теяс) та повітря (ваю), що не слід плутати із звичайними значеннями цих термінів. Ці атоми утворюють бінарні молекули, які далі поєднуються, утворюючи більші молекули. Рух визначається з точки зору руху фізичних атомів. Світлові промені вважаються потоком дуже швидких атомів теяс (вогню). Частинки світла можуть проявляти різні характеристики залежно від швидкості та розташування атомів теяс. Приблизно в першому столітті до нашої ери Вішну-пурана називає сонячне світло «сімома променями сонця».
У V столітті до нашої ери Емпедокл постулював, що все складається з чотирьох елементів; вогню, повітря, землі і води. Він вважав, що Афродіта зробила людське око з чотирьох стихій і що вона запалила вогонь у оці, і його сяйво зробило можливим зір. Якби це було правдою, то можна було б бачити вночі так само добре, як і вдень, тому Емпедокл постулював взаємодію між променями очей та променями від джерела, такого як сонце. Він заявив, що світло має скінченну швидкість.
У своїй Оптиці грецький математик Евклід зауважив, що «речі, побачені під більшим кутом, здаються більшими, а ті, що знаходяться під меншим кутом, менші, тоді як ті, що знаходяться під рівними кутами, виявляються рівними». У 36 пропозиціях, які випливають із цього, Евклід пов'язує видимий розмір предмета з його відстанню від ока та досліджує видимі форми циліндрів і конусів, коли дивитися з різних кутів. Папп вважав, що ці результати важливі в астрономії, і включив Оптику Евкліда, разом з його Явищами, у «Маленьку астрономію» — збірник менших робіт, які слід вивчати перед Альмагестом Птолемея.
55 року до н. е. Лукрецій, римлянин, який поширював ідеї ранніх грецьких атомістів, написав:
Про природу речей
Світло і тепло сонця; вони складаються з дрібних атомів, які, коли їх випускають, не втрачають часу на проліт прямо по міжпростору повітря у напрямку, наданому поштовхом.— Лукрецій, Про природу речей[джерело?]
 Незважаючи на схожість з пізнішими теоріями про частинки світла, погляди Лукреція не були загальноприйнятими, і все ще вважали, що світло виходить з очей.
У своїй Катоптриці Герон Олександрійський геометричним методом показав, що фактичний шлях, пройдений променем світла, відбитим від плоского дзеркала, коротший, ніж будь-який інший відбитий шлях, який можна побудувати між джерелом світла і точкою спостереження.
У другому столітті Клавдій Птолемей у своїй Оптиці розпочав дослідження відбиття та заломлення. Він вимірював кути заломлення повітря, води та скла, а його опубліковані результати свідчать про те, що він відкоригував свої вимірювання так, щоб вони відповідали його (неправильному) припущенню, що кут заломлення пропорційний куту падіння.
Індійські буддисти, такі як Дігнага у V столітті та Дхармакірті у VII столітті, розробили тип атомізму, який є філософією того, що реальність складається з атомних утворень, які є миттєвими спалахами світла чи енергії. Вони розглядали світло як атомну сутність, еквівалентну енергії, подібно до сучасної концепції фотонів, хоча вони також розглядали всю матерію як складену з цих частинок світла/енергії.

### Геометрична оптика
Ранні автори трактували зір швидше як геометричну, ніж як фізичну, фізіологічну чи психологічну проблему. Першим відомим автором трактату про геометричну оптику був геометр Евклід (приблизно 325 р. до н. е. - 265 р. до н. е.). Евклід розпочав своє вивчення оптики, як і вивчення геометрії, з набору очевидних аксіом. 
1. Прямолінійні промені що проходять від очей простягаються у нескінченність;
2. Фігура, утворена візуальними променями є конусом, вершина якого знаходиться в оці, а основа на поверхні видимих об'єктів;
3. Видимими є ті об'єкти, на які падають ці візуальні промені, а об'єкти на які промені не падають є невидимими;
4. Об'єкти, які спостерігаються під більшим кутом виглядають більшими, а ті що під меншим кутом виглядають меншими, а під однаковими кутами виглядають однаковими;
5. Предмети, які спостерігаються під вищим візуальним кутом виглядають вищими, а предмети, що спостерігаються під нижчим кутом виглядають нижчими;
6. Аналогічно, предмети видимі променями, що знаходяться справа виглядають розташованими справа, предмети, що спостерігаються променями зліва з'являються зліва;

7. Предмети, які видно під більшим кутом виглядають більш чітко.
 Евклід не визначав фізичної природи цих візуальних променів, але, використовуючи принципи геометрії, він обговорював ефекти перспективи та скруглення речей, побачених на відстані.
Там, де Евклід обмежив свій аналіз простим прямим зором, Герон Александрійський (бл. 10–70 н. е.) розширив принципи геометричної оптики для розгляду проблем відбиття (катоптрики). На відміну від Евкліда, Герон час від часу коментував фізичну природу зорових променів, вказуючи на те, що вони проходять з великою швидкістю від ока до предмета, який розглядають, і відбиваються від гладких поверхонь, але можуть потрапити в пастку в нерівностях неполірованих поверхонь. Ці погляди стали відомими як теорія випускання.
Герон доводив рівність кута падіння та відбивання тим, що це найкоротший шлях від об'єкта до спостерігача. Виходячи з цього, він зміг визначити точне співвідношення між предметом та його зображенням у плоскому дзеркалі. Зокрема, зображення здається розташованим за дзеркалом на такій самій відстані, як об'єкт перед дзеркалом.
Як і Герон, Птолемей у своїй Оптиці (збереглася лише у вигляді латинського перекладу з дуже пошкодженої арабської версії) розглядав зорові промені, які витікають від ока до побаченого об'єкта, але, на відміну від Герона, вважав, що вони є не дискретними лініями, а утворюють суцільний конус. Птолемей розширив вивчення зору за межі прямого та відбитого зору; він також вивчав зір заломленими променями (діоптрику), коли ми бачимо предмети через межу двох середовищ з різною оптичною густиною. Він провів експерименти для вимірювання шляху зору, коли ми дивимось з повітря у воду, з повітря в скло і з води в скло, а також склав таблицю зв'язку між падаючими та заломленими променями.
Його табличні результати були отримані для межі «повітря-вода», і загалом наведені значення відповідають сучасній теорії заломлення, але він їх спотворив, щоб підтвердити власні апріорні уявлення про характер заломлення.[джерело?]

## В ісламському світі

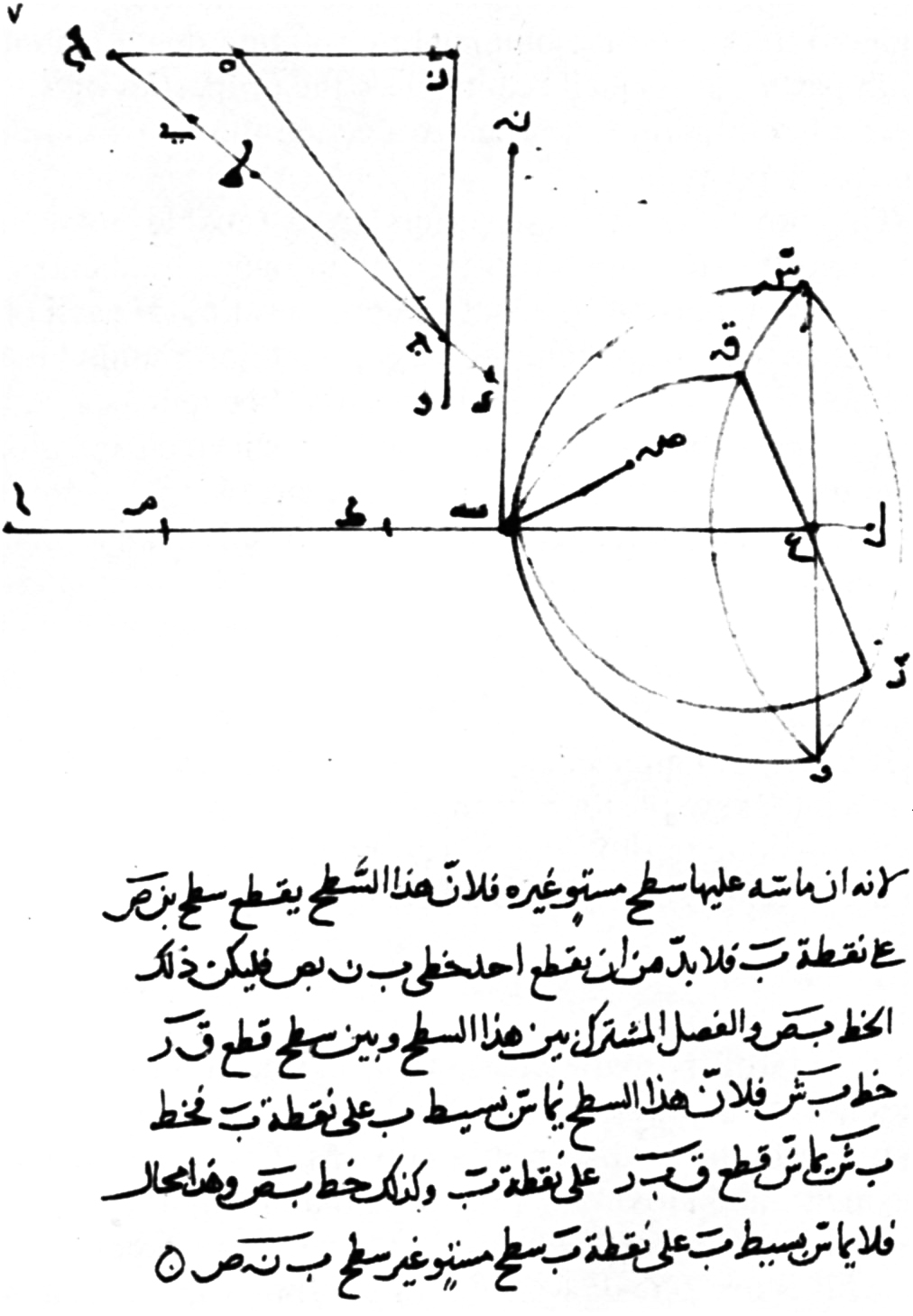
Репродукція сторінки рукопису Ібн Саль (математик), що демонструє відкриття ним закону заломлення, відомого сьогодні як закон Снеліуса.

Аль-Кінді (бл. 801—873) був одним із найраніших значних оптиків ісламського світу. В роботі, відомій на заході як «Про промені зірок» (лат. «De radiis stellarum»), аль-Кінді розробив теорію, «що все на світі… випускає промені у будь-який бік, які наповнюють весь світ».

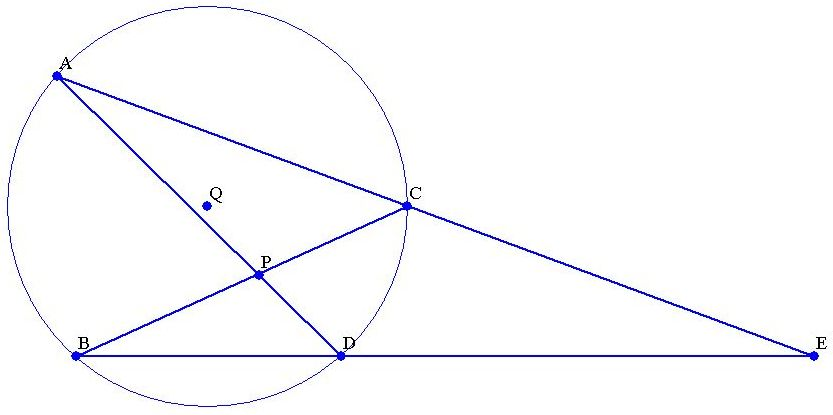
Теорема Ібн аль-Хайсама

Ця теорія про активну силу променів мала вплив на більш пізніх вчених, таких як Ібн аль-Хайсам, Роберт Гроссетест та Роджер Бекон.
Ібн Саль, математик, який працював у Багдаді протягом 980-х років, — перший ісламський учений, який, як відомо, склав коментар до Оптики Птолемея. Його трактат Fī al-'āla al-muḥriqa («Про палаючі інструменти») був відновлений з фрагментарних рукописів Рашедом (1993). Робота стосується того, як вигнуті дзеркала та лінзи відхиляють та фокусують світло. Ібн Сал також описує закон заломлення, математично еквівалентний закону Снеліуса. Він використав свій закон заломлення для обчислення форм лінз і дзеркал, які фокусують світло в одній точці на осі.

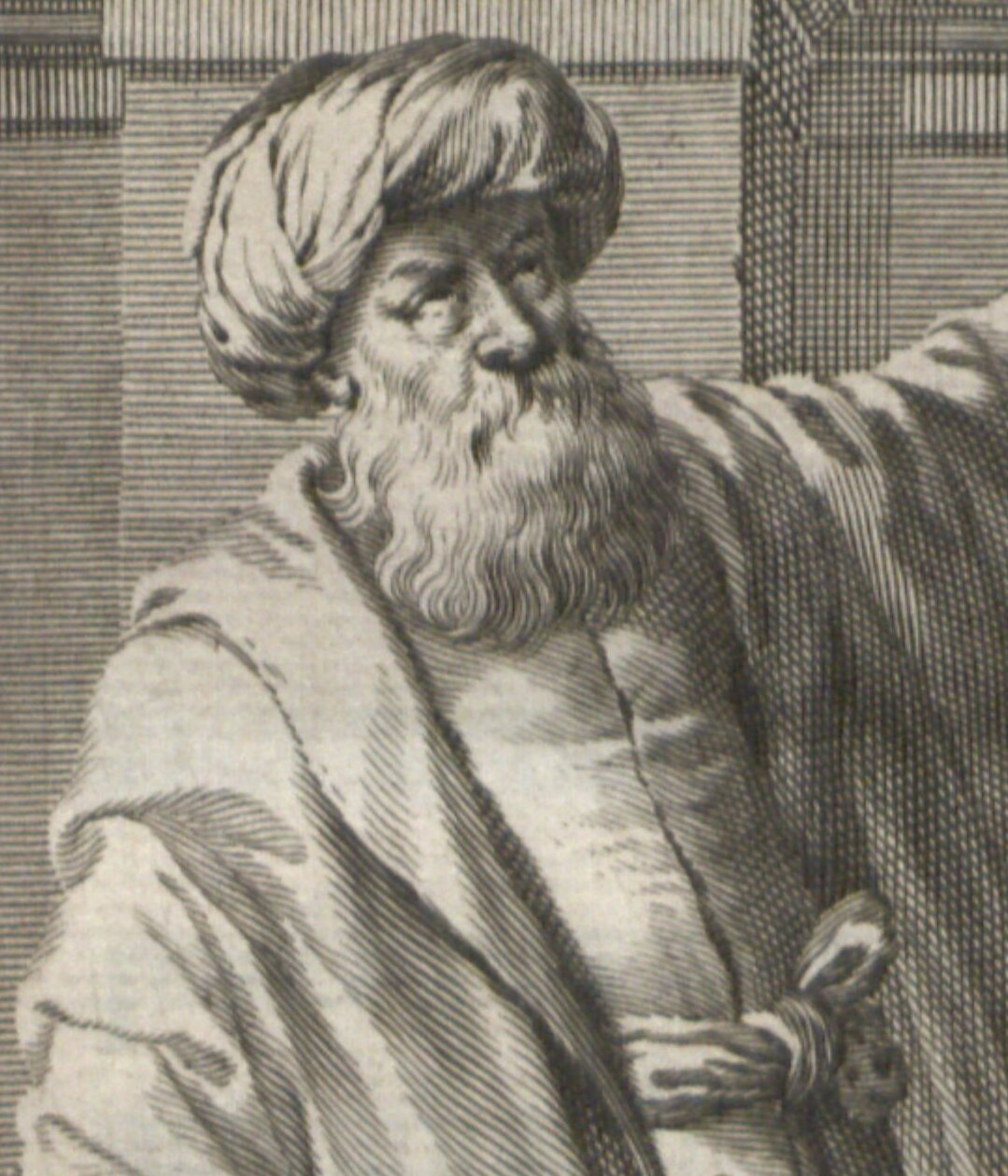
Альгазен (Ібн аль-Хайсам), «батько оптики»

Ібн аль-Хайсам (відомий у Західній Європі як Альгасен або Альгазен), який творив у 1010-х роках, отримав як трактат Ібн Саля, так і частковий переклад арабською Оптики Птолемея. Він провів всебічний та систематичний аналіз грецьких оптичних теорій. Ключових досягнень у Ібн аль-Хайсама було два: по-перше, твердження, на противагу думці Птолемея, що зір виникає завдяки променям, які потрапляють в очі; друге — визначення фізичної природи променів, про яку говорили попередні геометричні оптики, розглядаючи їх як форми світла та кольору. Потім він проаналізував ці фізичні промені за принципами геометричної оптики. Він написав багато книг з оптики, найбільш вагому «Книгу оптики» (Кітаб аль Маназір арабською), перекладену латинською мовою як «De aspectibus» або «Perspectiva», яка поширювала його ідеї в Західній Європі та мала великий вплив на подальший розвиток оптики. Ібн аль-Хайсама називали «батьком сучасної оптики».
Авіценна (980—1037) погодився з Альгазеном, що швидкість світла є скінченною, оскільки він «зауважив, що якщо сприйняття світла відбувається через випромінювання якихось частинок світловим джерелом, швидкість світла повинна бути скінченною.» Абу Райхан аль-Біруні (973—1048) також погодився, що світло має скінченну швидкість, і заявив, що швидкість світла значно більша, ніж швидкість звуку.
Абу 'Абд Аллах Мухаммед ібн Ма'уд, який жив в Аль-Андалусі протягом другої половини 11 століття, написав твір з оптики, пізніше перекладений латиною як «Liber de crepisculis», який було помилково приписано Альгазену. Це була «коротка робота, що містить оцінку кута нахилу сонця на початку ранкових сутінків та наприкінці вечірніх сутінків, та спроба обчислити на основі цього та інших даних висоту атмосферної вологи, що відповідає за заломлення сонячних променів». Своїми експериментами він отримав значення 18°, що наближається до сучасного значення.
В кінці XIII — на початку XIV століть, Кутб аль-Дін аль-Ширазі (1236—1311) і його учень Камаль аль-Дін аль-Фарізі (1260—1320) продовжили роботу Ібн аль-Хайсама, і вони були серед перших, хто дав правильне пояснення явища веселки. Аль-Фарізі опублікував свої висновки у своїй праці «Кітаб Танкі аль Маназір» («Перегляд оптики» [Ібн аль-Хайсама]).

## У середньовічній Європі
Англійський єпископ Роберт Гросетест (близько 1175—1253 років) у часи виникнення середньовічного університету та відновлення творів Арістотеля писав про широкий спектр наукових тем. Гросетест відобразив перехідний період між платонізмом ранньосередньовічного навчання та новим арістотелізмом, отже, він прагнув застосовувати математику та платонічну метафору світла у багатьох своїх працях. Йому приписують обговорення світла з чотирьох різних точок зору: гносеологію світла, метафізику чи космогонію світла, етіологію чи фізику світла та теологію світла.
Відкидаючи питання гносеології та теології, космогонія світла Гросетеста описує теорію походження Всесвіту, яку можна назвати середньовічною теорією «великого вибуху». Як його біблійний коментар, Гексамерон (1230-35), так і його наукове дослідження Про світло (1235-40), натхненні Буттям 1:3 — «Бог сказав, нехай буде світло» — і описують подальший процес творення як природний фізичний процес, що виникає з твірної сили світла, що розширюється (і стискається).

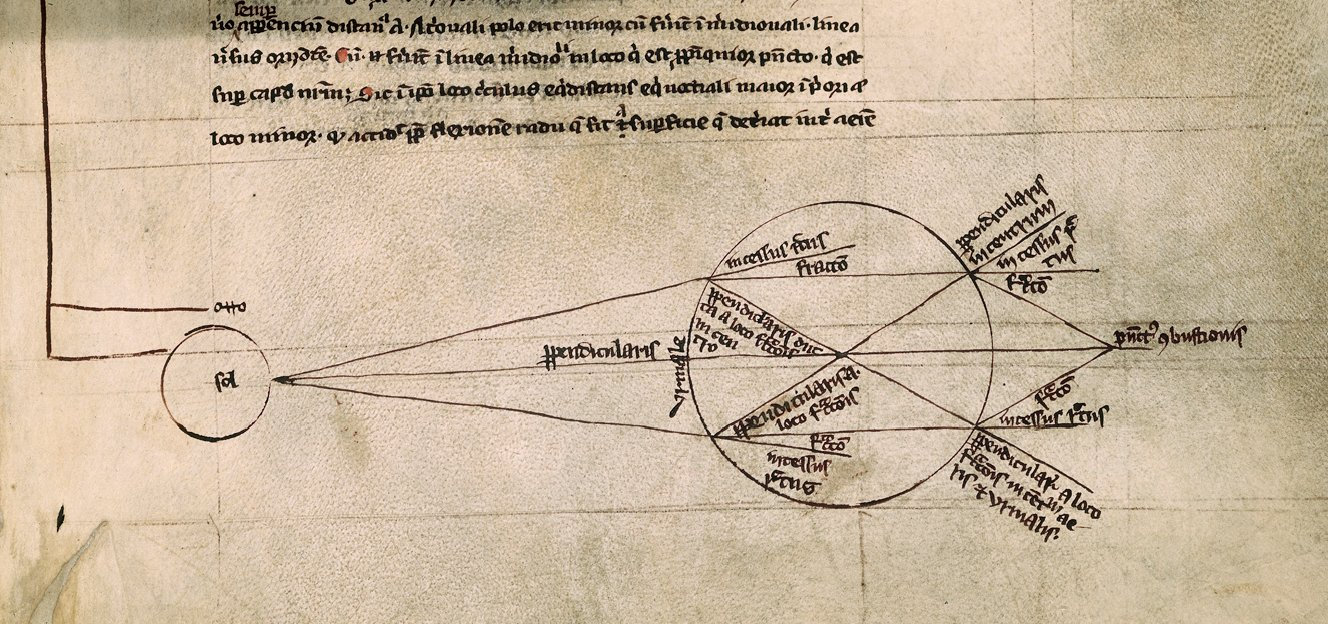
Оптична схема, що показує, що світло заломлюється сферичною скляною посудиною, наповненою водою. (Роджер Бекон, De multiplicatione specierum)

Його більш загальне оцінення світла як вагомого чинника фізичних явищ з'являється в його книгах «Лінії, кути та фігури», де він стверджує, що «природний чинник поширює свою силу від себе до реципієнта» і в «Про природу місць», де він відзначає" що «кожна природна дія відрізняється силою і слабкістю за рахунок зміни ліній, кутів і фігур».
Англійський францисканець Роджер Бекон (близько 1214—1294 рр.) зазнав значного впливу праць Гросестеста про важливість світла. В своїх працях з оптики («Perspectiva», «De multiplicatione specierum» і «De speculis comburentibus») він цитував широкий спектр нещодавно перекладених оптико-філософських праць, зокрема твори Альгазена, Арістотеля, Авіценни, Аверроеса, Евкліда, аль-Кінді, Птолемея, Тідея і Костянтина Африканського. Хоча він не був прямим послідовником, він взяв свій математичний аналіз світла та зору з творів Альгазена. Але до нього він додав неоплатонічну концепцію, можливо, запозичену в Гросетеста, що кожен об'єкт випромінює силу (species), завдяки якій він діє на довколишні об'єкти, здатні отримувати ці види. Зауважимо, що оптичне використання терміна «вид» Бекона значно відрізняється від категорій роду/виду, що зустрічаються в філософії Арістотеля.
Кілька пізніших творів, зокрема впливовий «Моральний трактат про око» (лат. Tractatus Moralis de Oculo) Петра Лімозького (1240—1306), допомогли популяризувати та поширити ідеї, знайдені в працях Бекона.
Ще один англійський францисканець, Джон Пекгем (помер 1292 р.), побудував на творах Бекона, Гросетеста та інших ранніх письменників, надалі найбільш широко використовуваний середньовічний підручник з оптики, Perspectiva communis. Його книга зосереджена на питанні зору, на тому, як ми бачимо, а не на природі світла та кольору. Пекгем дотримувався моделі, викладеної Альгазеном, але інтерпретував ідеї Альгазена в манері Роджера Бекона.
Як і його попередники, Вітело (бл. 1230 р. — між 1280 р. та 1314 р.) звернувся до великого корпусу творів про оптику, нещодавно перекладених з грецької та арабської мов, щоб масштабно висвітлити тему в праці під назвою Перспектива. Його теорія зору наслідує Альгазена, і він не зважає на уявлення Бекона про види, хоча уривки з його роботи свідчать, що на нього вплинули ідеї Бекона. Судячи з кількості збережених рукописів, його творчість не була настільки впливовою, як роботи Пекгама і Бекона, але все ж його значення, а також Пекгама, зростали з винаходом друкарства.
Теодорик з Фрайберга (бл. 1250 — бл. 1310) був одним з перших у Європі, хто надав правильне наукове пояснення явища веселки, таке ж, як Кутб аль-Дін аль-Ширазі та його учень Камаль аль-Дін аль-Фарізі, згадані вище.

## Ренесанс та ранній модерн
Йоганн Кеплер (1571—1630) підхопив дослідження законів оптики у своєму нарисі про Місяць 1600 року. І місячні, і сонячні затемнення супроводжувались незрозумілими явищами, такими як несподівані розміри тіней, червоний колір повного місячного затемнення та незвичайне світло, що оточує повне затемнення Сонця. Супутні питання атмосферного заломлення стосуються всіх астрономічних спостережень. Протягом більшої частини 1603 р. Кеплер призупинив іншу роботу, щоб зосередитися на оптичній теорії; створений рукопис, поданий імператору 1 січня 1604 року, був опублікований як «Astronomiae Pars Optica» («Оптична частина астрономії»). В ньому Кеплер описав закон обернених квадратів, що описує інтенсивність світла, відбиття плоскими і вигнутими дзеркалами, а також принцип дії камери-обскури, а також астрономічні застосування оптики, такі як паралакс та видимі розміри небесних тіл. «Astronomiae Pars Optica» загалом визнається основою сучасної оптики (хоча відзначається відсутність закону заломлення).
Вілеброд Снеліус (1580—1626) відкрив 1621 року математичний закон заломлення, відомий сьогодні як закон Снеліуса. Згодом Рене Декарт (1596—1650) показав, використовуючи геометричну побудову та закон заломлення (також відомий як закон Декарта), що кутовий радіус веселки (тобто кут між напрямками з ока на край і на центр веселки) дорівнює 42°. Він також самостійно відкрив закон відбивання, і його нарис з оптики був першою опублікованою згадкою про цей закон.
Християн Гюйгенс (1629—1695) написав кілька праць у галузі оптики. До них належать «Opera reliqua» (також відома як «Christiani Hugenii Zuilichemii, dum viveret Zelhemii toparchae, opuscula posthuma») та «Traité de la lumière».
Ісаак Ньютон (1643—1727) досліджував заломлення світла, демонструючи, що призма може розкласти біле світло на колірний спектр, і що лінза та інша призма можуть перетворити різнобарвний спектр на біле світло. Він також показав, виділяючи кольоровий промінь і спрямовуючи його на різні предмети, що кольорове світло не змінює своїх властивостей. Ньютон зазначив, що незалежно від того, відбивається він, чи розсіяний, чи пройшов наскрізь, його колір залишався тим самим. Таким чином, він зауважив, що колір є результатом взаємодії об'єктів зі вже кольоровим світлом, а не того, що об'єкти самі генерують колір. Це відомо як теорія кольору Ньютона. З цієї роботи він зробив висновок, що будь-який телескоп-рефрактор буде страждати від розкладання світла на кольори, і винайшов телескоп-рефлектор (сьогодні відомий як ньютонівський телескоп, щоб обійти цю проблему. Шліфуючи власні дзеркала, використовуючи кільця Ньютона, щоб оцінити якість оптики для своїх телескопів, він зміг виготовити чудовий прилад для телескопа-рефрактора, завдяки насамперед великому діаметру дзеркала. У 1671 році Королівське товариство попросило продемонструвати свій телескоп-рефлектор. Їхній інтерес спонукав його опублікувати свої нотатки в праці «Колір», яку згодом він розширив до своєї «Оптики». Ньютон стверджував, що світло складається з частинок або корпускул і заломлюється, прискорюючись до щільнішого середовища, але йому довелося асоціювати їх з хвилями для пояснення дифракції світла (Opticks Bk. II, Props. XII-L). Пізніше фізики для пояснення дифракції надавали перевагу чисто хвильовій теорії світла. Нинішня квантова механіка, фотони та ідея корпускулярно-хвильового дуалізму мають лише незначну схожість із ньютонівським уявленням про світло.
У своїй Гіпотезі про світло 1675 року Ньютон постулював існування ефіру для пояснення передавання сил між частинками. 1704 року Ньютон опублікував Оптику, в якій виклав свою корпускулярну теорію світла. Він вважав, що світло складається з надзвичайно тонких корпускул, що звичайна матерія утворена з більших корпускул і припускав, що за допомогою своєрідної алхімічної трансмутації «Чи не перетворюються важкі тіла і світло одне в одне,… і, можливо, тіла отримують багато своєї активності від частинок світла, які входять до їх складу?»

### Дифракційна оптика

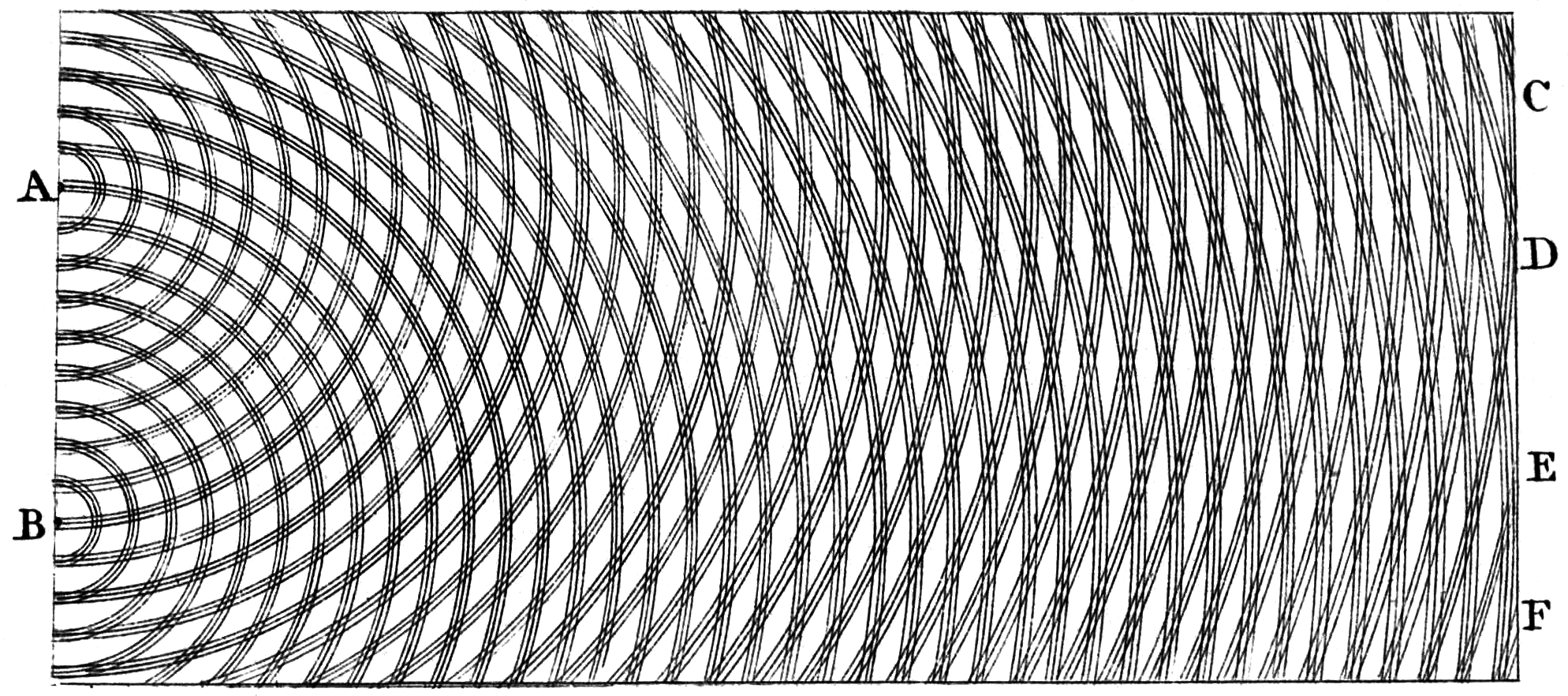
Ескіз Томаса Янга двошарової дифракції, який він представив Королівському товариству 1803 року

Явище дифракції світла ретельно спостерігав та описав Франческо Марія Грімальді, який також увів термін дифракція, від латинського diffringere — «розбиватися на шматки», маючи на увазі розходження світла в різні сторони. Результати спостережень Грімальді були опубліковані посмертно 1665 року. Ісаак Ньютон вивчав це явище і відніс його до розгинання світлових променів. Джеймс Грегорі (1638—1675) спостерігав дифрактограми, утворені пташиним пір'ям, яке було фактично першою дифракційною ґраткою. 1803 року Томас Юнг здійснив свій знаменитий експеримент, спостерігаючи інтерференцію від двох близько розташованих щілин у своєму інтерферометрі з двома щілинами. Пояснюючи свої результати інтерференцією хвиль, що входять з двох різних щілин, він зробив висновок, що світло повинне поширюватися як хвилі. Огюстен Жан Френель провів більш детальні дослідження та розрахунки дифракції, опубліковані в 1815 та 1818 роках, і тим самим надав значну підтримку хвильовій теорії світла, розробленій Християном Гюйгенсом та підтриманій Юнгом, на противагу теорії частинок Ньютона.

## Лінзи та їх виготовлення
Найдавніші відомі лінзи виготовляли з полірованих кристалів, часто кварцу, і ассирійські лінзи, такі як лінза Лаярда/Німруда, датуються 750 роками до н. е. Існує багато подібних лінз зі Стародавнього Єгипту, Греції та Вавилону. Стародавні римляни та греки отримували лінзи, наповнюючи скляні кулі водою.
Деякі лінзи, зафіксовані в стародавніх єгипетських статуях, набагато старші за згадані вище. Є певні сумніви щодо того, чи можна їх вважати лінзами, але вони, безсумнівно, скляні і служать принаймні для декоративних цілей. Очі статуй, завдяки лінзам, видаються анатомічно правильними.[джерело?]
Найдавніші історичні згадки про збільшення описані давньоєгипетськими ієрогліфами V століття до н. е., на яких зображені «прості скляні меніскові лінзи». Найдавніші письмові записи про збільшення датуються I століттям н. е., коли Сенека Молодший, вихователь імператора Нерона, писав: «Букви, хоч і невеликі і невиразні, виглядають збільшеними і чіткішими через скляну кулю, наповнену водою» Кажуть, що імператор Нерон також спостерігав за гладіаторськими іграми, використовуючи смарагд як коригувальну лінзу.
Ібн аль-Хайсам описав дію отворів, увігнутих лінз та лупи у своїй Книзі оптики. Роджер Бекон використовував частини скляних кульок як збільшувальні стекла і рекомендував їх використовувати, щоб допомогти людям читати.[джерело?]
Між XI та XIII століттями було винайдено «читальні камені». Ченці їх часто використовували для ілюмінування рукописів, це були примітивні плоско-опуклі лінзи, спочатку виготовлювані розрізанням скляної кулі навпіл. Експерименти з камінням поступово показали, що дрібніші лінзи збільшують ефективніше. Близько 1286 року, можливо, в Пізі, було виготовлено першу пару окулярів, хоча невідомо, хто був винахідником.
Найбільш ранніми відомими робочими телескопами стали телескопи-рефрактори, що з'явилися в Нідерландах 1608 року. Їх винахідник невідомий: Ганс Ліпперсгей подав заявку на отримання першого патенту того року, після чого, на два тижні пізніше, подав заявку на патент Якоб Метіус з Алкмара (жоден з патентів не було надано, оскільки пристрої були вже поширеними на той час). Наступного року Галілей значно вдосконалив конструкцію. Ісааку Ньютону приписують побудову 1668 року першого дзеркального телескопа, його рефлектора Ньютона.
Найдавніші відомі приклади складених мікроскопів, які об'єднують об'єктив біля зразка з окуляром для огляду дійсного зображення, з'явилися в Європі близько 1620 року. Конструкція дуже схожа на телескоп і, як і цей пристрій, його винахідник невідомий. Знову припущення стосуються центрів виготовлення окулярів у Нідерландах, зокрема стверджують, що його було винайдено 1590 року Захарієм Янсеном та/або його батьком Гансом Мартенсом або, що його винайшов конкурент-виробник окулярів Ганс Ліпперсгей, або, що винахідником був експатріант Корнеліс Дребель у Лондоні 1619 року. Галілео Галілей (його також іноді згадують як винахідника складеного мікроскопа) виявив після 1609 року, що він може наблизити фокус свого телескопа для розглядання невеликих предметів, і, побачивши складений мікроскоп, побудований Дребелем, виставлений у Римі 1624 року, побудував свою вдосконалену версію. Назва «мікроскоп» була введена Джованні Фабером, який назвав так мікроскоп Галілея 1625 року.

## Квантова оптика
Світло складається з частинок, які називаються фотонами, тобто воно квантоване. Квантова оптика вивчає природу та вплив світла як потоку фотонів. Першу вказівку на те, що світло може бути квантованим, висловив 1899 року Макс Планк, коли він правильно моделював випромінювання абсолютно чорного тіла, припускаючи, що обмін енергією між світлом і речовиною відбувається лише в дискретних кількостях, які він називав квантами. Він не знав, що було джерелом цієї дискретності: речовина чи світло. :231–236 1905 року Альберт Ейнштейн опублікував теорію фотоефекту. Виявилося, що єдиним можливим поясненням явища була саме квантованість світла. Пізніше Нільс Бор показав, що атоми можуть випускати лише дискретні кількості енергії. Розуміння взаємодії між світлом і речовиною, що випливає з цих розробок, не тільки лягло в основу квантової оптики, але й було вирішальним для розвитку квантової механіки в цілому. Однак розділи квантової механіки, що займаються взаємодією речовина-світло, переважно розглядалися як дослідження речовини, а не світла, і, отже, йшлося про атомну фізику та квантову електроніку.
Це змінилося з винаходом мазера 1953 року та лазера 1960 року. Лазерна фізика — дослідження принципів, створення та застосування цих пристроїв — стала важливим напрямком, і тепер квантова механіка, що лежить в основі дії лазера, вивчалася з більшим акцентом на властивості світла, а назва квантова оптика стала звичною.
Оскільки лазерна фізика потребувала хороших теоретичних основ, а також тому, що ці дослідження незабаром виявилися дуже плідними, інтерес до квантової оптики зростав. Після роботи Дірака з теорії квантових полів Джордж Сударшан, Рой Глаубер та Леонард Мандель застосували квантову теорію до електромагнітного поля в 1950-х та 1960-х роках, щоб детальніше зрозуміти фотодетектування та статистику світла (див. Ступінь когерентності). Це призвело до введення когерентного стану як квантового опису лазерного світла та усвідомлення того, що деякі стани світла неможливо описати класичними хвилями. 1977 року Джефф Кімбл та інші продемонстрували перше джерело світла, яке вимагало квантового опису: один атом, який випромінював по одному фотону за раз. Невдовзі було запропоновано ще один квантовий стан світла, що відрізнявся від будь-якого класичного стану, — стиснене світло. У той же час, розвиток лазерів коротких і надкоротких імпульсів, створених методами модуляції добротності та синхронізації мод, відкрив шлях до вивчення надзвичайно швидких («ультрашвидких») процесів. Було знайдено застосування для дослідження твердого тіла (наприклад, Раман-спектроскопія), вивчено механічну дію світла на речовину. Останнє призводило до левітації та розміщення атомної хмарки або навіть невеликих біологічних зразків в оптичній пастці або оптичному пінцеті лазерним променем. Це, поряд з доплерівським охолодженням, було вирішальною технологією, необхідною для досягнення знаменитої конденсації Бозе — Ейнштейна.
Інші чудові результати — демонстрація квантового сплутування, квантова телепортація та (у 1995 році) квантовий вентиль. Останні становлять значний інтерес у квантовій теорії інформації, дисципліні, яка частково виникла з квантової оптики, частково — з теоретичної інформатики.
Сьогодні цікавими напрямками серед дослідників квантової оптики є параметричне розсіяння, параметричні коливання, дуже короткі (аттосекундні) світлові імпульси, використання квантової оптики для квантової інформації, маніпулювання одиничними атомами та конденсація Бозе — Ейнштейна, їх застосування та способи маніпулювання ними (галузь, яку часто називають атомною оптикою).